# Elisabeta Karina de Roumanie Metcalfe
Elisabeta Karina de Roumanie Metcalfe (n. 4 ianuarie 1989, Newcastle upon Tyne, Anglia, Regatul Unit) este nepoata Regelui Mihai I și a doua în linia de succesiune a Șefiei Casei Regale a României. 

## Biografie
Este fiica principesei Elena a României și a profesorului britanic de geografie Robin Medforth-Mills, un reputat specialist care a lucrat o perioadă în cadrul Organizației Națiunilor Unite, inclusiv în Sudan. Ea este sora mai mică a lui Nicolae de Roumanie Medforth-Mills (născut în 1985), care a deținut titlul de Principe al României până în august 2015.
Ea a primit numele Elisabeta în onoarea reginei Elisabeta a Greciei, care a fost mătușa Regelui Mihai I și s-a născut Principesă a României, fiind fiica Regelui Ferdinand I și a Reginei Maria a României. Nașa sa de botez a fost renumita scriitoare britanică Catherine Cookson.
După ce fratele ei, Nicolae, a fost exclus din linia de succesiune la Șefia Casei Regale a României, Elisabeta Karina a devenit a doua în ordinea succesiunii, după mama sa, Principesa Elena. Deși Elisabeta-Karina este a doua în ordinea de succesiune, ea nu deține oficial titlul de Principesă. Conform Normelor Fundamentale ale Casei Regale a României, niciun succesor al unei femei membru al Casei Regale a României nu va deveni membru al Familiei Regale a României prin naștere, decât dacă vreun document viitor dat de Șeful Casei Regale a României, recunoaște această includere. Astfel, Nicolae a primit titlul de Principe al României și apelativul de Alteță Regală în 2010.
În prezent, Elisabeta Karina locuiește în Marea Britanie și duce o viață discretă, departe de atenția publică. În aprilie 2024, s-a căsătorit civil cu Kurt Metcalfe, ceremonia având loc la Barnard Castle. Pe 23 mai 2024, a devenit mamă, dând naștere unui băiat, Augustus Mihai de Roumanie Metcalfe, la Spitalul Universitar din Durham. Anunțul nașterii a fost făcut public în apropierea botezului, care s-a desfășurat într-un cadru privat. Linia de succesiune nu s-a schimbat cu nașterea lui Augustus, Principesa Sofia rămânând a treia moștenitoare. 
Deși nu vorbește aproape deloc limba română, Elisabeta Karina a vizitat România de câteva ori, inclusiv în 2012, când a petrecut Crăciunul la Castelul Regal de la Săvârșin, și în 2017, la funeraliile bunicului său, Regele Mihai I.